# 伊礼彼方
伊礼 彼方（いれい かなた、1982年2月3日 - ）は、神奈川県出身の俳優。血液型はB型。身長178cm。舞台を中心にミュージカルやストレートプレイ、ライブ、コンサート、朗読劇、ラジオドラマ等、ジャンルを問わず幅広く活動中。

## 来歴
中学時代から音楽活動を開始。2001年に「THE LANTERN」を結成、2003年脱退。2004年から「Daniel Control」として活動。路上ライブをしている時に声をかけられ、オーディションにて2006年『ミュージカル テニスの王子様』に六角中 佐伯虎次郎役で舞台デビュー。
2008年、東宝版『エリザベート』にて皇太子ルドルフ役に抜擢される。以降、舞台を中心に活動中。
ミュージカルやストレートプレイなど、ジャンルや役柄を問わず、確かな演技力と歌唱力で多数の話題作に出演。
2013年3月31日付けでグランアーツを卒業し、同年4月1日より株式会社KANATA LTD.を設立。
2019年、ミュージカル『レ・ミゼラブル』ジャベール役で上半期の読売演劇大賞にノミネート。
2019年、藤井隆主宰のレーベルSLENDERIE RECORDより、初のミュージカル・カバー・アルバム『Elegante』をリリース。全国ツアーでインストアイベントも開催。
2020年、ミュージカル『ミス・サイゴン』主演エンジニア役を務める予定だったが新型コロナウィルスにより全公演中止に。コロナ禍で発足された「舞台芸術を未来に繋ぐ基金」の賛同人代表を務める。
2021年1月、「舞台芸術を未来に繋ぐ基金」の後継として設立された「一般社団法人 未来の会議」理事に就任（2021年～）。

## 人物
沖縄県出身の父とチリ出身の母の間に生まれる。幼少期は海外(アルゼンチン)で過ごし、その後、横浜へ。中学生の頃より音楽活動を始め、ライブ等で活動しながらミュージカルと出会う。その後、舞台を中心にミュージカル以外にもストレートプレイや朗読劇、ライブコンサートなどジャンルや役柄を問わず、幅広い表現力と歌唱力を武器に多方面で活動中。
特技は、楽器演奏（ギター、ベース、ドラム）、スペイン語、口（くち）トランペット

## 出演

### 舞台
- ミュージカル テニスの王子様 Advancement Match 六角 feat.氷帝学園（2006年8月） - 佐伯虎次郎 役
- ミュージカル テニスの王子様 Absolute King 立海 feat.六角 - 佐伯虎次郎 役（2007年8月 - 9月）
- ミュージカル テニスの王子様 Dream Live 4th・Dream Live 4th Extra公演 in 大阪（2007年） - 佐伯虎次郎 役
- ミュージカル テニスの王子様 Progressive Match 比嘉 feat.立海 （2007年12月 - 2008年2月）- 佐伯虎次郎 役
- テレビ東京・Studio Life・銀河劇場共同プロデュース『カリフォルニア物語』（2008年2月 - 3月、天王洲 銀河劇場） - スウェナ・ランバード 役
- ミュージカル テニスの王子様 Dream Live 5th（2008年5月） - 佐伯虎次郎 役
- ミュージカル『エリザベート』脚本・歌詞：ミヒャエル・クンツェ、音楽：シルヴェスター・リーヴァイ、演出：小池修一郎（2008年8月 - 2009年1月、中日劇場 / 博多座 / 帝国劇場 / 梅田芸術劇場 メインホール） - 皇太子ルドルフ 役 ※Wキャスト
- SUPER LIVE vol.2『LOVE LEGEND』構成・演出・振付：広崎うらん（2009年4月、梅田芸術劇場メインホール / 新国立劇場 中劇場）
- ブロードウェイミュージカル 『GLORYDAYS / グローリー・デイズ』Music & Lyrics：Nick Blaemire、Book：James Gardiner、演出：板垣恭一（2009年6月、新宿FACE / シアター・ドラマシティ / 福岡サンパレス / 名鉄ホール） - スキップ・トーマス 役
- ミュージカル『The Musical AIDA-アイーダ-』脚本・演出：木村信司（宝塚歌劇団）、作曲：甲斐正人（2009年8月 - 10月、東京国際フォーラム / 梅田芸術劇場 メインホール） - ラダメス 役
- TSミュージカル『Garantido-生きた証-』演出：謝珠栄（2010年2月、東京芸術劇場 中ホール）
- ブロードウェイミュージカル『SIDE SHOW』脚本・作詞：ビル・ラッセル、作曲：ヘンリー・クリーガー、演出：板垣恭一（2010年4月、東京芸術劇場 中ホール）- バディ 役
- 『SILK STOCKINGS 〜絹の靴下〜』作詞・作曲：コール・ポーター、演出：荻田浩一（2010年5月 - 6月、青山劇場 / 梅田芸術劇場 シアタードラマシティ）[1]
- ミュージカル『エリザベート』脚本・歌詞：ミヒャエル・クンツェ、音楽：シルヴェスター・リーヴァイ、演出：小池修一郎（2010年8月 - 10月、帝国劇場） - 皇太子ルドルフ 役 ※トリプルキャスト
- 『今は亡きヘンリー・モス』作：サム・シェパード、演出：小川絵梨子（2010年8月、赤坂レッドシアター）
- 『アンナ・カレーニナ』演出：鈴木裕美（2010年12月 - 2011年3月、シアタークリエ / 新潟市民芸術会館 りゅーとぴあ / 兵庫県立芸術文化センター 阪急中ホール / 中日劇場 / 梅田芸術劇場 シアター・ドラマシティ） - ヴロンスキー 役
- 劇団☆新感線プロデュース『港町純情オセロ』演出：いのうえひでのり、脚色：青木豪（2011年4月 - 5月、イオン化粧品シアターBRAVA! / 赤坂ACTシアター）- 汐見秀樹 役
- 音楽劇 『リタルダンド』作：中島淳彦、演出:G2（2011年7月 - 8月、PARCO劇場 / イオン化粧品シアターBRAVA! / 青少年文化センターアートピアホール）
- TSミュージカル『眠れぬ雪獅子』演出・振付：謝珠栄（2011年10月21日 - 30日、世田谷パブリックシアター）
- 第三回システィーナ歌舞伎『「GOEMON」石川五右衛門』作・演出：水口一夫、振付：藤間勘十郎（2011年11月、大塚国際美術館システィーナホール）
- ミュージカル『GOLD〜カミーユとロダン』作曲：フランク・ワイルドホーン、演出：白井晃（2011年12月、シアタークリエ） - ポール・クローデル 役
- ミュージカル『ハムレット』脚本・作曲・作詞：ヤネック・レデツキー、演出：栗山民也（2012年2月 - 3月、シアタークリエ / 梅田芸術劇場 シアター・ドラマシティ / 中日劇場） - レアティーズ 役
- 『エンロン』作：Lucy Prebble 演出：David Grindley （2012年4月、天王洲 銀河劇場 / イオン化粧品シアターBRAVA! / 名鉄ホール）
- KOKAMI@network vol.11『リンダ リンダ』作・演出：鴻上尚史（2012年6月 - 8月、紀伊國屋サザンシアター / 森ノ宮ピロティホール / ももちパレス）
- TSミュージカル『客家-千古光芒の民-』演出・振付：謝珠栄（2012年11月、天王洲 銀河劇場 / 兵庫県立芸術文化センター 阪急中ホール）
- 『シアタークリエ 5th Anniversary ONE-HEART MUSICAL FESTIVAL』演出・振付：上島雪夫（2012年12月 - 2013年1月、シアタークリエ）
- 『アンナ・カレーニナ』演出：鈴木裕美（2013年1月 - 2月、ル テアトル銀座 / 梅田芸術劇場 シアター・ドラマシティ / 名鉄ホール） - ヴロンスキー 役
- 音楽朗読劇『イキヌクキセキ〜十年目の願い〜』原作：森浩美、脚本・演出：モトイキシゲキ（2013年4月、東京グローブ座）
- KOKAMI@network vol.12『キフシャム国の冒険』作・演出：鴻上尚史(2013年5月 - 6月、紀伊國屋ホール / キャナルシティ劇場 / 森ノ宮ピロティホール)
- 『ONE-HEART MUSICAL FESTIVAL 2013夏』演出・振付：上島雪夫(2013年7月、シアタークリエ)
- 『ジャンヌ』―ノーベル賞作家が暴く　聖女ジャンヌ・ダルクの真実―　作：ジョージ・バーナード・ショー、演出：鵜山仁（2013年9月 - 10月、世田谷パブリックシアター / 兵庫県立芸術文化センター 阪急中ホール / 穂の国とよはし芸術劇場PLAT 主ホール / 札幌市教育文化会館 大ホール）- デュノア 役
- 『Paco～パコと魔法の絵本～fromガマ王子vsザリガニ魔人』作：後藤ひろひと、演出：G2（2014年2月 - 3月、シアタークリエ / 金沢歌劇座 / 仙台市民会館 大ホール / 梅田芸術劇場 シアター･ドラマシティ / アステールプラザ大ホール / 愛知県芸術劇場 大ホール / 福岡市民会館 大ホール / 南相馬市民文化会館ゆめはっと 大ホール）- 浩一、浩二 役
- 『テンペスト』THE TEMPEST（新国立劇場2013／2014シーズン 演劇）作：ウィリアム・シェイクスピア、翻訳：松岡和子、演出：白井晃(2014年5月 - 6月、新国立劇場 中劇場）-ファーディナンド 役
- 朗読劇『私の頭の中の消しゴム 6th letter』伊礼彼方×高柳明音(SKE48)脚本・演出：岡本貴也（2014年6月、天王洲 銀河劇場）
- KOKAMI@networkvol.13『朝日のような夕日をつれて2014』演出：鴻上尚史（2014年7月 - 9月、紀伊國屋ホール / 森ノ宮ピロティホール / 西鉄ホール / 池袋サンシャイン劇場）
- 新感覚・音楽朗読劇 SOUND THEATER『eclipse』原作・脚本・演出：藤沢文翁（2014年9月、シアタークリエ）- 賀茂守道・蘆屋道満 役
- ミュージカル『スリル・ミー』作曲・作詞・脚本：スティーブン・ドルギノフ、演出：栗山民也（2014年11月、天王洲 銀河劇場 / サンケイホールブリーゼ） - 私役 田代万里生 × 彼役 伊礼彼方
- ミュージカル『ヴェローナの二紳士』演出：宮本亜門（2014年12月 - 2015年1月、日生劇場 / キャナルシティ劇場 / 愛知県芸術劇場 大ホール / 梅田芸術劇場 メインホール） - スピード 役
- Umeda Arts Theater 10th Anniversary『Golden Songs』構成・演出：三木章雄、構成協力：荻田浩一、音楽監督・指揮：甲斐正人（2015年2月 - 3月、東京国際フォーラム ホールC / 梅田芸術劇場 メインホール）
- 松竹創業120周年『嵐が丘』原作：エミリー・ブロンテ、脚本・演出： G2（2015年5月、日生劇場） - エドガー・リントン 役
- 『We are ウォンテッド！～俺たちを捕まえろ！～』都倉俊一シアトリカルコンサート　監修：都倉俊一、構成・演出：鈴木勝秀、音楽監督：大嶋吾郎（2015年7月、よみうり大手町ホール）
- 『End of the RAINBOW』作：ピーター・キルター、演出：上田一豪（2015年8月 - 9月、DDD青山クロスシアター / サンケイホールブリーゼ）- ミッキー・ディーンズ/インタビュアー  役　※役替わり
- 『BOYBAND-ボーイバンド-』作：ピーター・キルター、演出：板垣恭一（2015年10月、志木市パルシティ / よみうり大手町ホール / サンケイホールブリーゼ）
- 音楽劇『星の王子さま』原作：サン＝テグジュペリ、脚本・演出：青木豪、作曲・音楽監督：笠松泰洋（2015年12月 - 2016年1月、水戸芸術館ACM劇場 / さいたまプラザイースト ホール / ハーモニーホールふくい 小ホール / シアター1010 / 兵庫県立芸術文化センター 阪急中ホール）- 飛行士 役
- エディット・ピアフ生誕100周年『Piaf～ピアフ～』作： パム・ジェムス、演出：栗山民也、主演：大竹しのぶ（2016年2月 - 3月、シアタークリエ / 森ノ宮ピロティホール / JMSアステールプラザ大ホール / 中日劇場）- シャルル・アズナブール 役ほか
- ミュージカル『グランドホテル』脚本：ルーサー･ディヴィス、作詞・作曲：ロバート･ライト&ジョージ･フォレスト、追加作詞・作曲：モーリー･イェストン、演出：トム・サザーランド（2016年4月 - 5月、赤坂ACTシアター / 梅田芸術劇場メインホール） - フェリックス・フォン・ガイゲルン男爵 役 ※REDチーム
- 『あわれ彼女は娼婦』‘Tis Pity She’s a Whore　作：ジョン・フォード、翻訳：小田島雄志、演出：栗山民也（2016年6月、新国立劇場 中劇場）- ソランゾ 役
- 『End of the RAINBOW』ゲスト出演。（2016年7月、俳優座劇場）
- ミュージカル『王家の紋章』原作：細川智栄子 あんど芙～みん『王家の紋章』(秋田書店「月刊プリンセス」連載)、音楽：シルヴェスター・リーヴァイ、演出：荻田浩一（2016年8月、帝国劇場） - ライアン 役
- KOKAMI@network vol.15『サバイバーズ・ギルト&シェイム』作・演出： 鴻上尚史（2016年11月、紀伊國屋ホール）
- 『お気に召すまま』作：ウィリアム・シェイクスピア、演出：マイケル・メイヤー、音楽：トム・キット（2017年1月 - 2月、シアタークリエ / シアター・ドラマシティ / レクザムホール / キャナルシティ劇場）- アミアンズ役
- ミュージカル『王家の紋章』原作：細川智栄子 あんど芙～みん『王家の紋章』(秋田書店「月刊プリンセス」連載)、音楽：シルヴェスター・リーヴァイ、演出：荻田浩一（2016年8月、帝国劇場） - ライアン 役
- ミュージカル『Beautiful（ビューティフル）』脚本：ダグラス・マクグラス、音楽・詞：ジェリー・ゴフィン&キャロル・キング、バリー・マン&シンシア・ワイル、製作：東宝（2017年7月、帝国劇場）- ジェリー・ゴフィン 役
- ミュージカル『メンフィス』演出・振付：ジェフリー・ページ、演出・主演：山本耕史（2017年12月、新国立劇場 中劇場）- ボビー 役
- シアタークリエ10周年記念コンサート『TENTH』、ガラコンサート&『ニュー・ブレイン』に出演。総合演出：小林 香（2018年1月、シアタークリエ）
- ミュージカル『ロマーレ Romale～ロマを生き抜いた女 カルメン～』演出・振付：謝 珠栄、台本・作詞：高橋知伽江（2018年3月-4月、東京芸術劇場プレイハウス、梅田芸術劇場シアター・ドラマティ）- スニーガ中尉 役
- 『TENTH』兵庫公演、第一部：『ニュー・ブレイン』第二部：『10周年記念コンサート』（2018年7月 - 8月、兵庫県立芸術センター阪急中ホール）
- ミュージカル『JERSEY BOYS（ジャージー・ボーイズ）』脚本：マーシャル・ブリックマン&リック・エリス、音楽：ボブ・ゴーデイオ、詩：ボブ・クルー、演出：藤田俊太郎（2018年9月 - 10月、シアタークリエ / 岩手県民会館 / 日本特殊陶業市民会館ビレッジホール / 新歌舞伎座 / 久留米シティプラザ ザ・グランドホール / 凱旋公演：神奈川県民ホール）- トミー・デヴィート 役
- 音楽活劇『SHIRANAMI』脚本・演出：G2、ショー演出：市川訓由　主催・企画制作：フジテレビジョン（2019年1月、新国立劇場 中劇場）- 南郷力丸 役
- ミュージカル『レ・ミゼラブル』作：アラン・ブーブリル&クロード＝ミッシェル・シェーンベルク、原作：ヴィクトル・ユゴー　、作詞：ハーバート・クレッツマー、オリジナル・プロダクション製作：キャメロン・マッキントッシュ（2019年4月 - 9月、帝国劇場 / 御園座 / 梅田芸術劇場メインホール / 博多座 / 札幌文化芸術劇場hitaru） - ジャベール 役
- 『相対的浮世絵』作：土田英生 、演出：青木豪、企画・製作：キューブ（2019年10月 - 11月、本多劇場 / COOL JAPAN PARK OSAKA WW ホール）- 岬智朗 役
- 音楽劇『星の王子さま』再演　原作：サン＝テグジュペリ、脚本・演出：青木豪、作曲・音楽監督：笠松泰洋（2020年1月 - 2月、水戸芸術館ACM劇場 / 東京芸術劇場シアターイースト / 兵庫県立芸術文化センター 阪急中ホール）- 飛行士 役
- 【全公演中止】2020年『ミス・サイゴン』作：アラン・ブーブリル/クロード＝ミッシェル・シェーンベルク、オリジナル・プロダクション製作：キャメロン・マッキントッシュ（2020年5月 - 9月、東京 / 札幌 / 松本 / 大阪 / 浜松 / 富山 / 愛知 / 博多 / 川越）- エンジニア 役
- 本多劇場presents　⾮濃厚接触舞台『DISTANCE』「丹羽園治の激動の人生」作・演出：川尻恵太、企画：川尻恵太・御笠ノ忠次、主催：本多劇場グループ／DISTANCE製作委員会（2020年6月、本多劇場）配信公演のみ
- STAGE GATE VRシアター vol.1『Defiled-ディファイルド-』（リーディングスタイル）、作：LEE KALCHEIM、翻訳：小田島恒志、演出：鈴木勝秀、主催／ 企画・製作：シーエイティプロデュース（2020年7月 - 8月、DDD青山クロスシアター）＊日替わりキャスト。ハリー 三浦宏規&ブライアン 伊礼彼方、 ハリー 小西遼生&ブライアン 伊礼彼方（役替り）
- 本多劇場グループnext『DISTANCE-TOUR-』東京・豊橋公演に出演「丹羽園治は深夜に踊る」作・演出：川尻恵太、企画：川尻恵太・御笠ノ忠次、主催：本多劇場グループ／DISTANCE製作委員会（2020年8月、本多劇場 / 穂の国とよはし芸術劇場PLATアートスペース）
- 体感型生配信リーディング『神楽坂怪奇譚「棲」』原作・脚本 藤沢文翁、企画・製作 LAL STORY（2020年8月、浅草九劇）配信公演のみ＊日替わりキャスト。畠中祐 × 伊礼彼方
- ミュージカル『Beautiful（ビューティフル）』再演　脚本：ダグラス・マクグラス、音楽・詞：ジェリー・ゴフィン&キャロル・キング、バリー・マン&シンシア・ワイル、製作：東宝（2020年11月、帝国劇場）-ジェリー・ゴフィン役
- 本多劇場グループnext『ダム・ウェイター』原作：ハロルド・ピンター、翻訳：喜志哲雄、演出：大澤遊、主催・製作：株式会社KANATA LTD.（2021年3月、下北沢 小劇場楽園）-Gus役
- ホリプロ「ミュージカル・クリエイター・プロジェクト」★脚本部門★新作ミュージカル『PARTY』（2021年3月、オンライン配信）-ロバート役
- 2021年ミュージカル『レ・ミゼラブル』作：アラン・ブーブリル&クロード＝ミッシェル・シェーンベルク、原作：ヴィクトル・ユゴー、作詞：ハーバート・クレッツマー、オリジナル・プロダクション製作：キャメロン・マッキントッシュ（2021年5月 - 6月、帝国劇場 / 8月、博多座 / 9月、フェスティバルホール / 9月 - 10月、まつもと市民芸術館）-ジャベール役
- ミュージカル『フィスト・オブ・ノーススター～北斗の拳～』（2021年12月、日生劇場 / 2022年1月、梅田芸術劇場 / 愛知県芸術劇場）-レイ役、ジュウザ役（上原理生と交互役替）
- ミュージカル『ブラッド・ブラザーズ』脚本・作詞・作曲：ウィリー・ラッセル、演出：吉田鋼太郎（2022年3月 - 4月、東京国際フォーラム ホールC）-ナレーター役
- 2022年ミュージカル『ミス・サイゴン』作：アラン・ブーブリル/クロード＝ミッシェル・シェーンベルク、オリジナル・プロダクション製作：キャメロン・マッキントッシュ（2022年7月 - 8月、帝国劇場 / 9月、梅田芸術劇場 / 愛知県芸術劇場 / まつもと市民芸術館 / 10月、北海道 / 富山 / 博多座 / 11月、アクトシティ浜松 / ウェスタ川越）- エンジニア 役
- ミュージカル『フィスト・オブ・ノーススター～北斗の拳～』再演（2022年9月 - 10月、Bunkamuraオーチャードホール / キャナルシティ劇場）- ジュウザ 役[2]
- ミュージカル『キングアーサー』（2023年1月、新国立劇場 中劇場 / 2月・3月、群馬 / 愛知 / 兵庫 他）- メレアガン 役 ※Wキャスト
- ムーラン・ルージュ！ザ・ミュージカル（2023年夏、帝国劇場）- モンロス公爵 役 ※Wキャスト[3]
  - ムーラン・ルージュ！ザ・ミュージカル（2024年6月 - 8月、帝国劇場 / 9月、梅田芸術劇場 メインホール）[4]
- NOISES OFF（2023年11月、森ノ宮ピロティホール / EX THEATER ROPPONGI / 12月、キャナルシティ劇場）[5]
- テラヤマ・キャバレー（2024年2月、日生劇場 / 3月、梅田芸術劇場 メインホール）[6]
- ミュージカル『レ・ミゼラブル』2024・2025年公演（2024年12月16日 - 2025年6月16日、 帝国劇場 他） - ジャベール  役[7]
- スリー・キングダムス Three Kingdoms（2025年12月2日 - 14日〈予定〉、新国立劇場 中劇場） - イグネイシアス 役[8]

### コンサート・ライブ
- 伊礼彼方ソロライブ『half』（2011年、Mt.RAINIER HALL SHIBUYA PLEASURE PLEASURE）
- 『第23回成人の日コンサート2012』（2012年、サントリーホール）
- 『一路真輝メモリアルコンサート～「アンナ・カレーニナ」と共に～』（2012年、日経ホール / シアター･ドラマシティ）
- LIVE『ACTORS VOICE』伊礼彼方×小西遼生×藤岡正明（2012年、SHIBUYA-AX / なんば Hatch）
- 『オム・ギジュン ミュージカル・ライブLIFE　HISTORY』ゲスト出演（2013年、大田区民ホールアプリコ・大ホール）
- 『ミュージカル「テニスの王子様」10周年記念コンサート Dream Live 2013』スペシャルゲスト出演（2013年、神戸ワールド記念ホール）
- 『ロルカとアンダルシア～「アイナダマール(涙の泉)」への旅～』主催・企画・制作：日生劇場[公益財団法人ニッセイ文化振興財団]（2014年6月、日生劇場）-語り・ロルカ役
- 水夏希concert2015『SHOW with MIZU』ゲスト出演（2015年、EX THEATER ROPPONGI）
- 『岩谷時子メモリアルコンサート～アンコール～』（2015年、中野サンプラザ）
- SPECIAL LIVE『姿月あさと × マテ･カマラス × 伊礼彼方-Musical Songs and Pop Galore!-』演出：玉野和紀、音楽監督：森俊雄(2016年9月、草月ホール / 兵庫県立芸術文化センター阪急中ホール）
- DANCE LIVE『will』朝海ひかる 女優10周年記念ツアー  ゲスト出演（2017年、よみうり大手町ホール / イズミティ21 小ホール）
- 『Concierto del Tango』「Todos del Tango(タンゴのすべて)」発売記念コンサート　後援：在日アルゼンチン共和国大使館・ユニバーサルミュージック・SADAIC(アルゼンチン著作権協会日本代表)、（2017年、めぐろパーシモンホール 大ホール）
- 『辛島美登里Christmas Symphonic Concert冬の絵本2017』ゲスト出演。音楽監督・指揮：千住明、演奏：新日本フィルハーモニー交響楽団（2017年、すみだトリフォニーホール 大ホール）
- 『JERSEY BOYS THE MUSICAL : in CONCERT』演出：藤田俊太郎（2018年5月、東急シアターオーブ）
- イープラスpresents『STAND UP！CLASSIC FESTIVAL 2018』クラシック野外フェス　≪クラシック紅白歌合戦！オペラからミュージカルへ≫出演。（2018年、横浜赤レンガ倉庫特設会場）
- 伊礼彼方のプレミアムルーム～「Elegante」へようこそ～《トーク&ライブ》（2019年、eplus LIVING ROOM CAFE&DINING）
- 藤岡正明ミュージカルコンサート「M's Musical Museum vol.5」ゲスト出演（2019年、新宿村LIVE）
- 『椿鬼奴20周年記念リサイタル~ミュージカル「アニメ超空のギンガイアン」~』ゲスト出演（2019年、渋谷duo MUSIC EXCHANGE）
- 『Brand New Musical Concert 2019』出演者：中川晃教 加藤和樹  伊礼彼方  田代万里生　イ・ソジョン 藤岡正明（2019年、東京オペラシティ）
- イープラス presents 『STAND UP! CLASSIC FESTIVAL 2019』クラシック野外フェス　《クラシック紅白歌合戦　オペラからミュージカルへ》《This is ミュージカル》両日出演。（2019年、横浜赤レンガ倉庫特設会場）
- 伊礼彼方ソロLIVE『Una Noche Elegante』（2019年12月、COTTON CLUB）
- 【公演中止】『The wonder MIYA COLLECTION』ゲスト出演（2020年2月、東京国際フォーラムホールＣ）
- 【公演中止】鎌倉芸術館主催『ミュージカル・ガラ・コンサート』（2020年5月、鎌倉芸術館）
- 『The Voice 』伊礼彼方／北川辰彦トーク&ライブ（2020年7月、俺のGrill&Bakery 大手町）生配信有り
- ビルボードライブ 主催『Billboard Live presents Premium Musical Selection』出演：伊礼彼方、咲妃みゆ、坂元健児、ゲスト：樋口麻美、昆夏美、福井晶一、構成・演出：小林香（2020年9月、ビルボードライブ東京、ビルボードライブ横浜、ビルボードライブ大阪）
- 『伊礼彼方の音楽会～美しきパーティー～』（2020年12月、eplus LIVING ROOM CAFE&DINING）配信公演のみ
- 【公演中止】伊礼彼方ソロLIVE『Luz y Sombra～光と影～』（2021年1月、COTTON CLUB / umeda TRAD）
- 伊礼彼方SOLO LIVE『Luz y Sombra～光と影～』（2021年1月、COTTON CLUB）無観客生配信
- 『the Wonder「MIYA COLLECTION」』ゲスト出演（2021年2月、梅田芸術劇場 / 日本青年館ホール）
- 鎌倉芸術館主催『ミュージカル・ガラ・コンサート』（2021年10月、鎌倉芸術館）
- CONCERT「THE BEST New HISTORY COMING」（2025年2月、帝国劇場）[9][10]
- ガラ・コンサート『LIFE IS BEAUTIFUL』〜平和の尊さを 未来へ〜（2025年4月、新国立劇場 オペラ劇場）[11]
- モーリー・イェストン生誕80周年記念コンサート『Life's A Joy! Life Goes On!!』with 20years of Gratitude from Umeda Arts Theater（2025年7月、東京国際フォーラム ホールA / 梅田芸術劇場 メインホール）[12]

### テレビ
- ストリートファイターズ（テレビ朝日） ※全国人気ランキング4週1位
- 『OLにっぽん』第7話（2008年、日本テレビ）
- 『テレビでスペイン語』レギュラー（2009年4月 - 9月・2010年10月 - 2011年3月、NHK教育）
- 『愛の劇場　男と女はトメラレナイ』（2010年、NHK教育）
- 『ピーコ&兵動のピーチケパーチケ』(2012年、ゲスト出演・レポーター、関西テレビ)
- 『鶴瓶のスジナシ』ゲスト出演(2012年、CBC放送、2014年、TBSチャンネル)
- 『第23回　昭和の歌人たち』(2012年、NHK-BSプレミアム)
- 『ミステリーチャンネル「黒猫探偵社」』ミステリー探偵ナレーション、レギュラー（2014年、AXNミステリチャンネル）
- 土曜ワイド劇場『内田康夫サスペンス 福原警部』（2014年9月20日、テレビ朝日） - 萩原英二 役
- 『警部補・杉山真太郎〜吉祥寺署事件ファイル』 第8話（2015年3月2日、TBS） - トシキ 役
- 『プレミアの巣窟』ゲスト出演（2015年、フジテレビ）
- 宝塚スカイステージ（OGエンターテイメント）（2010年、2017年）
- 『よ～いドン！』ゲスト出演（2018年、関西テレビ）
- 『ピーチケプラス』インタビュー出演(2018年、関西テレビ）
- 『ミュージックフェア』「レ・ミゼラブル」出演（2019年、フジテレビ）
- 『せやねん』ゲスト生出演（2019年、MBS）
- 『よ～いドン！』ゲスト出演（2019年、関西テレビ）
- 『ちちんぷいぷい』ゲスト生出演（2019年、MBS）
- 『ミュージック・ジャパンTV』《新譜紹介New Order》コメント出演(2019年、スカパー！、CATV）
- 『FNSうたの夏まつり』「レ・ミゼラブル」カンパニーとして生出演（2019年、フジテレビ）
- 『発見！仰天!!プレミアもん!!!土曜はダメよ！』ゲスト出演（2019年、読売テレビ）
- 『2019FNS歌謡祭 第2夜』単独生出演（2019年、フジテレビ）
- 『ミュージックフェア』「ミス・サイゴン」出演（2020年、フジテレビ）
- 『プリンスロード』VOL.4　2020ミュージカル大辞典～駒田一×伊礼彼方×東山義久インタビュー 出演（2020年、CSテレビ朝日チャンネル1）
- 「プリンスロード VOL6 ～大発表！生ライブ開催ＳＰ～」コメントインタビュー出演（2020年、CSテレビ朝日）
- 「FNS歌謡祭」ミュージカル「レ・ミゼラブル～民衆の歌～」映像出演（2020年、フジテレビ）
- 『プリンスロードVOL７～生歌スペシャルライブ～』生ライブ出演（2020年、CSテレビ朝日）
- 『2022 FNS歌謡祭 夏』「ミス・サイゴン」カンパニーとして出演（2022年7月13日、フジテレビ）
- 連続テレビ小説 らんまん 第40回 - （2023年5月26日 - 、NHK総合） - 高藤雅修 役

- 『開運!なんでも鑑定団』 ゲスト出演　(2024年12月10日、テレビ東京)

### CM
- 銀座カラー「脱毛シンデレラ篇」CM出演（2013年）
- オリオンビール『75BEER』CM出演（2019年～）

### CDアルバム
- 伊礼彼方ソロアルバム『half』(2011年/東宝ミュージック)
- 岡崎司[WORKS-2]ベスト・オブ・ザ・劇団☆新感線 「黒い太陽」（歌：伊礼彼方）（2011年）
- 日亜修好120周年記念CD『Todos del Tango（タンゴのすべて）』今もなお君を愛す / 伊礼彼方 / Y todavía te quiero（2017年/ユニバーサルミュージック）
- 椿鬼奴ソロデビューアルバム『IVKI』「偽りの新銀河」デュエット参加(2018年/SLENDERIE RECORD)
- 伊礼彼方ミュージカル・カバー・アルバム『Elegante』(2019年/SLENDERIE RECORD)
- 藤井隆主宰のSLENDERIE RECORDのアーティストが集結のアルバム『SLENDERIE ideal』参加。「NEO POSITION」（歌：伊礼彼方）（2020年/SLENDERIE RECORD）
- 浦井健治&伊礼彼方『スタートライン / fullmoon』（2021年3月）

### ラジオ
- 『濱田めぐみの「劇場こそ我が家」』vol.23ゲスト出演（2016年、USEN）
- 『平原綾香のヒーリングヴィーナス』ゲスト出演（2017年、TOKYO-FM）
- 『ラジオシアター～文学の扉～』(夢野久作)ゲスト出演（2018年、TBSラジオ）
- NHKオーディオドラマ 青春アドベンチャー『暁のハルモニア』全10回　グスタフ・アドルフ役（2018年、NHK-FM）
- 『THE MAGNIFICENT FRIDAY（DJ :加美幸伸）』ゲスト出演（2018年、FM COCOLO 765）
- NHKオーディオドラマ 青春アドベンチャー『夢みるゴシック　それは怪奇なセレナーデ』全5回　フレデリック・ケインズ博士役（2019年、NHK-FM）
- 『キリン一番搾り One More Pint！』vol.419 ゲスト出演（2019年、Nack5）
- 『源石和輝　ひるカフェ』生出演ゲスト（2019年、東海ラジオ）
- 『Delight』生出演ゲスト（2019年、FM愛知）
- 『ホリンピックの真夜中の大国』『全力ラジオ宣言』インタビュー出演。（2019年、MID-FM）
- 『Music Bit 』ゲスト出演(2019年、FM OH!）
- 『武田和歌子のぴたっと』ゲスト出演（2019年、ABCラジオ）
- 『music x serendipity』福岡天神のサテライトスタジオ生出演（2019年、LOVE FM）
- 『カムカムFM FUKUOKA』『TREASURE TIMES』『MOVING MONTHLY STYLE』コメント出演（2019年、FM福岡）
- 『GOGO RADIO』生出演（2019年、FMノースウェーブ）
- 『朝クラ!』コメント出演（2019年、FM HOKKAIDO AIR-G'）
- 『OTO Marche'』コメント出演(2019年、STVラジオ)
- 『カーナビラジオ午後一番！』コメント出演（2019年、HBCラジオ）
- 『多恵子の今夜もふたり言』2週連続コメントインタビュー出演（2019年、HBCラジオ）
- NHKオーディオドラマ 青春アドベンチャー『紺碧のアルカディア』全10回　テオドロス・ラスカリス将軍役（2019年、NHK-FM）
- 『井上芳雄by MY SELF』生ゲスト出演(2019年、TBSラジオ)
- 『劇ナビ！！』舞台芸術を未来に繋ぐ基⾦インタビュー（2020年、エフエム世田谷）
- NHKオーディオドラマ 青春アドベンチャー『悠久のアンダルス～灼けつく太陽、花咲ける都の伝説、忘れえぬあの熱き瞳～』(全10回)　ダリオ役（2020年、NHK-FM）
- 『浦井健治のDressing Room』3週にわたりゲスト出演（2020年、ニッポン放送）
- 「日商エステムpresents 平原綾香のハラホロシアター」2週に渡りゲスト出演&10月のマンスリーオリジナルドラマ出演（2020年10月、FM大阪・FM AICHI）
- 「水樹奈々のMの世界」（2020年12月、TOKYO FM・FM愛媛）
- NHKオーディオドラマ 青春アドベンチャー『ピアノdays』(全5回)（2024年、NHK-FM）[13]
- NHKオーディオドラマ FMシアター『アーケード狂騒曲』 哲夫 役（2025年7月12日、NHK-FM）[14]

### WEB
- サンケイリビング新聞社web　【えるこみ】コラム連載「彼方non style」【BUTAKOME】「伊礼彼方の物見遊山」（2009年～2013年）
- 朝日新聞web『スターファイル』ロングインタビュー「自分を受け入れないと愛せない」（2010年）
- 朝日新聞web『スターファイル』伊礼彼方とストリートを行く、単独インタビュー、対談インタビュー（2011年）
- モバイルサイト　ワニブックスモバイル『ボーイズヘブン』インタビュー（2011年）
- 朝日新聞web『スターファイル』ロングインタビュー「独立して１カ月、伊礼彼方に聞く”一人の人間として存在したい”」（2013年）
- 演劇ライフ
- げきぴあ　単独インタビュー　多数
- おけぴ”観劇観劇！レポ”　単独インタビュー　多数
- アイデアニュース　単独インタビュー　多数
- サンケイリビング「BUTAKOME」単独インタビュー　多数
- ローソンチケット　インタビュー
- CINRA.NET　インタビュー
- 演劇キック
- ターミナル
- 関西ウォーカー　単独インタビュー
- All Aboutミュージカルガイド　ロングインタビュー
- 夕刊フジzakzak【ぴいぷる】単独インタビュー
- スポニチアネックス　単独インタビュー
- Lmaga.jp
- ニコニコ動画　生放送「コントラチャンネル『STAGE DOOR』」出演（2017年）
- SPICE　単独インタビュー、対談インタビュー　多数
- webぴあ関西　インタビュー
- ニコニコ生放送・キャストサイズチャンネル『中河内雅貴のDeep♠Night』#14 にゲスト出演（2018年）
- インターネット放送「ステージチャンネル」『マリエとお酒とオイシイ話』第3話。ゲスト出演（2018年）
- 朝日WEBRONZA「スターファイル」対談インタビュー、単独インタビュー（2019年）
- 週刊女性PRIME　単独インタビュー掲載（2019年）
- YOUTH TIME JAPAN project　動画インタビュー（2019年）
- WWS channel　動画インタビュー（2019年）
- 名古屋情報誌「KELLY」web「日刊KELLY」単独インタビュー（2019年）
- マイナビニュース・エンタメ　単独インタビュー（2019年）
- ニコ生チャンネル「相葉裕樹の夜ふかし。」にゲスト出演（2019年）
- ローチケ演劇宣言！　対談インタビュー(2019年)
- 北海道音楽情報WEBサイト「NORTH NAVI 」コメントインタビュー（2019）年
- 朝日WEBRONZA「スターファイル」青木豪×伊礼彼方　対談（2020年）
- 関西ウォーカーweb ウォーカープラス　青木豪×伊礼彼方　対談（2020年）
- YouTubeチャンネル「西川大貴クロネコチャンネル」ゲストに出演（2020年）
- アイデアニュース『ミス・サイゴン』駒田一&伊礼彼方&東山義久鼎談（2020年）
- アイデアニュース」動画でインタビュー「歌います！、DISTANCE『丹羽園治の激動の人生』」「役者として生きていこうと、あらためて思えた」（2020年）
- Youtube Live『舞台芸術を未来に繋ぐ基⾦』オンライン説明会
- 待ちきれなくてそわそわしちゃう（略：マチ★ソワ）浦井健治&伊礼彼方の対談、単独インタビュー（2020年）
- 五つ星Magazine　単独インタビュー掲載（2020年）
- 『舞台芸術を未来に繋ぐ基金』YouTube公式チャンネル「Mirai CHANNEL」ナビゲーター他（2020年）
- 『一般社団法人 未来の会議』設立報告会（2021年1月）
- 『一般社団法人 未来の会議』「わたしと舞台芸術」インタビュー（2021年7月）

### 雑誌・新聞
- 演劇ぶっく
- シアターガイド　対談、単独インタビュー&わたしの今月
- ミュージカル
- LOOK at STAR！
- 婦人公論「王子の素顔」
- DANZA（ダンツァ）
- acteur
- PATi☆ACT
- ターミナル
- SANKEI EXPRESS　単独インタビュー
- 産経新聞　単独インタビュー
- 沖縄タイムス　単独インタビュー
- 朝日ファミリー　単独インタビュー
- TVガイドMOOK「good☆come」
- エンタメNAVI
- レプリークBis
- omoshii mag
- STAGE SQUARE
- ベストステージ
- YOUPAPERステージ
- モーストリー・クラシック　インタビュー
- 北海道新聞　単独インタビュー
- 中日新聞　単独インタビュー
- 雑誌「フォトテクニックデジタル」【かりそめの一夜】モデル
- act guide
- Confetti
- ステージぴあ　単独インタビュー
- 夕刊フジ「ぴいぷる」単独インタビュー
- 朝日新聞　単独インタビュー
- 読売新聞　単独インタビュー
- 中國新聞　インタビュー
- 読売中高生新聞「ミュージカル『レ・ミゼラブル』特集」インタビュー(2019年)
- 琉球新報　単独インタビュー(2019」
- 週間女性《キーキャストが語るSTAGE》単独インタビュー(2019年)
- an・an　№2198《Stage》単独インタビュー（2020年）
- ステージぴあ関西版　対談インタビュー（2020年）
- 毎日新聞 関西版夕刊【舞台】単独インタビュー（2020年）
- act guide[アクトガイド] 2020 Season 6　対談(2020年)
- STAGE navi　インタビュー対談（2020年）
- 『WE MUST GO ON─2020年春、ミュージカル界のトップランナーが思うこと─ 』ロングインタビュー
- ミュージカル 2020年9月/10月号」特集：「ミュージカル俳優の方々に聞く、MY MUSICAL HISTORY～過去、今、そして未来へ～Vol.２」（2020年）
- 「ニノダン＋（プラス） -Power of the Stage-」伊礼彼方×spi対談（2021年）

### その他
- 東京會舘ミュージカルサロンVol.20 「湖月わたる&塩田明弘&伊礼彼方～LOVE LEGENDの共演者が再び！～」東京會館（2009年）
- 池袋コミュニティ・カレッジ公開講座「伊礼彼方解体新書」（2009年）
- 「CONRAD クリスマス絵本朗読会・SPECIAL X’mas LIVE 」 コンラッド東京 (2009年)
- 「サイド・ショウ　ミュージカルライブ」シアタークリエ（2010年）
- 「ミュージカルが100倍楽しめる塩田明弘のミュージカルサロン」東京會館（2010年）
- 「エリザベート」観劇&トークショー　コンラッド東京（2010年）
- CD『half』発売記念イベント　ミニライブ&サイン会　銀座・山野楽器（2011年）
- 携帯用サイト「ミュージカルカフェ」CD『half』着うた配信（2011年）
- 「Butakome TALK&LIVE　彩乃かなみ×伊礼彼方」東京・渋谷DUO（2011年）
- 「伊礼彼方の解体新書vol.2 番外編inシアタークリエ」シアタークリエ（2011年）
- 朝日新聞web　【スターファイル】「伊礼彼方の動画レポート」連載（2012年）
- 『ジャンヌ』公演トークイベント　紀伊國屋札幌本店（2013年）
- トークイベント「成河&彼方の“僕らの勝手な東京前楽祝いトークショー”」（2016年）
- サンケイリビングBUTAKOMEイベント『伊礼彼方×平方元基と一緒に”劇場でXmasを”！』(2016年)
- トークショー「伊礼彼方の部屋 vol.1～時空を越えたトークイベント～」ゲスト：平方元基（2017年、梅田芸術劇場）
- 「Bumpy Lens～劇場で出会ったクリエイティブな人たち～」第5弾、演出家：藤田俊太郎。第2部にてゲスト出演。（2018年）
- 舞台『テイクミーアウト』アフタートーク、スペシャルゲスト出演（2018年、有楽町阪急メンス東京8F）
- トークショー「伊礼彼方の部屋vol.2～俺のフランキー、僕のフランキー、俺のフランキー～』ゲスト：矢崎広、Spi（2018年、新歌舞伎座）
- トークライブ『ニイロカナタの毒宴会』新納慎也&伊礼彼方（2018年、DDD青山クロスシアター）
- トークショー「伊礼彼方の部屋vol.3～星の下に生まれた我らがしゃべーる～」ゲスト：川口竜也、上原理生（2019年、丸の内バカンス）
- CD『Elegante』リリースイベント　帝国劇場、梅田芸術劇場にて特典会&握手会、リリースイベントツアーミニライブ&握手サイン会（2019年、東京：タワーレコード渋谷店、名古屋：タワーレコード名古屋パルコ店、大阪：タワーレコード梅田NU茶屋町店、博多：HMV&BOOKS HAKATA店、札幌：HMV札幌ステラプレイス）
- CD『Elegante』楽曲タイアップ、関西テレビ「千原ジュニアの座生」エンディングテーマ(2019年)
- CD『Elegante』より「Love Can't Happen」ファミリーマート店内放送（2019年）
- トークショー「伊礼彼方の部屋vol.4～あの頃は一緒にラケットを振ってたね…それがまさか、バリケードで再会するなんて…」ゲスト：相葉裕樹（2019年、博多座）
- トークショー『伊礼彼方の部屋vol.5、vol.5'～三者面談！王子さまの進路相談～』ゲスト：昆夏美、廣川三憲（2020年、東京・兵庫）
- トークイベント　朝日カルチャー名古屋『伊礼彼方 ミュージカルの軌跡』（名古屋・朝日ホール）
- トークイベント『浦井健治のDressing Room Live at streaming＋』配信イベント、昼夜ゲスト出演（2020年）
- BALLキッズプログラム『アナウンサーから学ぶ：キッズインタビュー体験！』ゲスト出演。
- トークイベント　朝日カルチャー千葉『伊礼彼方 ミュージカル人生の軌跡』（2020年12月、千葉・三井ガーデンホテル千葉）
- 『Mirai CHANNEL on LIVE』（2020年12月、ザ・スズナリ）
- トークショー『伊礼彼方の部屋vol.6～佐藤隆紀×木内健人×伊礼彼方～　砦で出会った男たちの集い』ゲスト：佐藤隆紀、木内健人（2021年6月 オンライン配信）
- トークショー『伊礼彼方の部屋vol.7～樹里咲穂×三浦宏規×伊礼彼方～あの街角で偶然に出会った人たちの集い』ゲスト：樹里咲穂、三浦宏規×（2021年7月 オンライン配信）
- トークイベント　朝日カルチャー名古屋『伊礼彼方のミュージカル解体新書「レ・ミゼラブル」を中心に』（2021年8月、オンライン受講）
- 【公演中止】『Mirai CHANNEL on LIVE2』（2021年9月、光が丘IMAホール）
- 『Mirai CHANNEL on LIVE 2 オンライン座談会』
- 2022年～よさこいチームSummer Zipper（サマージッパー）のボーカルを担当（『Summer Zipper2022』、『Dragon way』『幕末DRAGON』